# Alexander Baur (Kriminologe)
Alexander Baur (* 1982) ist ein deutscher Kriminologe, Strafrechtswissenschaftler und Hochschullehrer. Seit 2023 ist er Direktor der Abteilung für Kriminologie, Jugendstrafrecht und Strafvollzug am Institut für Kriminalwissenschaften der Georg-August-Universität Göttingen.

## Werdegang
Nach dem Abitur 2001 am Max-Planck-Gymnasium in Böblingen studierte Baur von 2002 bis 2008 Rechtswissenschaften und Allgemeine Rhetorik an der Universität Tübingen und der Universidad Católica Argentina. Seine Studien schloss er mit einem Magister artium (M.A.) sowie der Ersten Juristischen Prüfung ab. Währenddessen arbeitete er bei Joachim Knape als wissenschaftliche Hilfskraft am Seminar für Allgemeine Rhetorik der Universität Tübingen.
Im Anschluss promovierte Baur bei Jörg Kinzig im Strafrecht mit einer kriminologisch-sanktionenrechtlichen Arbeit zur Führungsaufsicht und arbeitete daneben als akademischer Mitarbeiter am Institut für Kriminologie der Universität Tübingen. Seine Arbeit wurde mit dem Promotionspreis der Universität Tübingen 2015 sowie dem Preis der Reinhold-und-Maria-Teufel-Stiftung 2015 ausgezeichnet. Während seiner juristischen Promotion absolvierte er ein Zweitstudium der Psychologie an der Universität Konstanz, welches er mit einem Bachelor of Science (B.Sc.) abschloss.
Von 2013 bis 2015 folgte der Juristische Vorbereitungsdienst am Landgericht Tübingen und die Zweite Juristische Staatsprüfung. Darauf folgend arbeitete er von 2016 bis 2017 als Rechtsanwalt im Stuttgarter Büro der internationalen Sozietät Gleiss Lutz. In dieser Zeit war er an der juristischen Aufarbeitung größerer Compliance-Fälle beteiligt, u. a. im Volkswagen Dieselskandal.
Baurs akademische Karriere fand ihren nächsten Schritt in einer Juniorprofessur für Strafrecht und Strafprozessrecht an der Universität Hamburg, welche er von 2017 bis 2020 innehatte. Währenddessen nahm er seine Habilitation bei Michael Kubiciel an der Universität Augsburg mit einer kernstrafrechtlichen Arbeit auf. Von 2021 bis 2022 war er Referent für Strafrecht, Strafprozessrecht, Strafvollzugsrecht und Kriminologie bei der Direktion der Justiz und des Inneren des Kantons Zürich.
Seit 2023 ist er Inhaber eines Lehrstuhls für Strafrecht und Kriminologie an der Universität Göttingen. 2024 gründete er den ersten Forschungsverbund Sportkriminologie im deutschsprachigen Raum.
Alexander Baur lebt in der Nähe von Tübingen.

## Mitgliedschaften
- Redaktionsmitglied der Kriminalpolitischen Zeitschrift (KriPoZ)
- Redaktionsmitglied der Zeitschrift Recht & Psychiatrie (R&P)
- Beirat der Göttinger Rechtszeitschrift

## Veröffentlichungen (Auswahl)

### Monographien
- Die Führungsaufsicht – Eine rechtshistorische, rechtsdogmatische und rechtstatsächliche Untersuchung. Mohr Siebeck, Tübingen 2015 (Dissertation)

### Herausgeberschaften
- Korruption – Demokratie – Strafrecht. Ein Rechtsvergleich zwischen Brasilien und Deutschland. Mohr Siebeck, Tübingen 2022 (gemeinsam mit Milan Kuhli und Florian Jeßberger)
- Die reformierte Führungsaufsicht. Mohr Siebeck, Tübingen 2015 (gemeinsam mit Jörg Kinzig)
- Mitherausgeber der Schriftenreihe des Instituts für Kriminalwissenschaften der Juristischen Fakultät der Georg-August-Universität Göttingen